# Пушка М1924
Пушка М1924 или у западној литератури често погрешно названа маузер М1924 или југословенски маузер је пушка репетирка, калибра 7,92×57 mm. Била је основно оружје војске Краљевине СХС, односно Краљевине Југославије. По конструкцији је слична чехословачком моделу 24 (vz. 24). Развијена је за потребе југословенске војске у (фр. Fabrique Nationale de Herstal) у Белгији на бази брзометних пушака „Маузеровог” система М98. За пушку М1924 конструисан је и бајонет М24. Пушка М1924 се одликује бољим нишанима и краћом дужином у односу на старије Маузерове моделе што је чини лакшом и компактнијом за употребу. Првих 100.000 примерака је произведено у Белгији, а од 1928-41 ВТЗ Крагујевац је произвео још 680.000 комада.
М1924 је прва модерна пушка произведена на Балкану, а у време увођења је била једна од најмодернијих и најбољих пушака тог доба. Један број крагујевачких пушака је пре рата извезен у Турску.

## Развој, производња и увођење у наоружање
Почетком 1920-их 20. века, у наоружању Војске краљевине СХС, владало је хаотично стање. Само у 45. пуку стационираном у Марибору, од 3.815 пушка и 475 карабина, било је пет различитих система и осам модела оружја у пет калибара. Новостворена Војска СХС је наследила пушке Маузер М1899 и М1910 из старе Српске Војске, заробљена је огромна количина Манлихер М1895 и М1891 Каркано, а у употреби су биле и Мосин Наган, Бертје и Lebel 1886 добијене од савезника током рата. Разноврсност система и муниције коју користе је представљала огроман проблем за снабдевање и одржавање.
У овој ситуацији, увођење једнообразног модела оружја било је апсолутни императив. Војна комисија је почетком 1920-их вршила тестирања разних система и модела пушака. Показало се да једино пушке Маузер 98 и Ли-Енфилд задовољавају потребе док су остале застареле. Министарство војске и морнарице је преговарало да се из Велике Британије набави 100.000 комада Ли-Енфилд модел No.1 Mk.III, међутим британска понуда је била неповољна и одбачена је јер је планирано да се пушке производе у Краљевини СХС како би се развијала домаћа војна индустрија.
Министарство се затим обратило белгијској фабрици „Фабрик насионал” из Херстала (фр. Fabrique Nationale d'Armes de Guerre) чија понуда је била знатно боља. На овакав избор, пресудан утицај имало је неколико фактора: први је што је Министарство војске и морнарице већ имало уговор са овом фабриком за набавку пиштоља модела М1910/22, затим добра искуства Српске војске са пушкама Маузеровог система, као и поседовање осам стотина машина из фабрике „Маузер”, добијених од Немачке на име ратних репарација. Најважније је било то што су Белгијанци пристали да продају лиценцу и опрему потребну за домаћу производњу.
Министарство је са Белгијанцима током 1924. потписало уговор о развоју пушке и откупу лиценце за производњу пушака и муниције. Уговор је подразумевао и куповину најмање сто хиљада пушака и сто десет милиона метака произведених у Белгији према југословенским спецификацијама. Белгијски конструктори су сместа кренули у израду пројектне документације, а стручњаци крагујевачког „Војно техничког завода” су упућени у Херстал на двогодишњу специјализацију.
Упоредо са развојем у Херсталу, у Крагујевцу су 1925. започели радови на изградњи нове фабрике наоружања која је завршена 1927, да би прва пушка М1924 била израђена 22. марта 1928. Државна управа је за почетак серијске производње сачекала 15. октобар, дан прославе седамдесетпетогодишњице Завода. Пушка М1924 је од посебног значаја као прво модерно оружје у целини произвођено у Србији. Значајно је и то што друге Балканске земље у то време још нису имале домаћу производњу оружја. Румунија је своју прву пушку произвела почетком 1950-их док су Грчка и Бугарска то учиниле тек током 1960-их.
Капацитет фабрике је био око двеста пушака дневно. До краја 1929, овим моделом је опремљен стални кадар, а почетком четрдесетих година 20. века сва оперативна југословенска војска. Од почетка производње до 6. априла 1941, у Крагујевцу је произведено око 780.000 примерака пушке М1924, а мања количина је извезена у Турску.

## Опис и особине
М1924 је робусно и поуздано оружје, израђено од квалитетних материјала, засновано на провереном маузеровом концепту обртно - чепног затварача, али мада се најчешће назива „југословенским маузером”, нема никакве директне технолошке везе са фабриком „Маузер”. Развијена је у ФН Херстал, према техничко - тактичким захтевима Министарства војске и морнарице Краљевине СХС.
Пушка је добро балансирана и прецизна. Није склона застојима и кваровима. Састоји се од цеви са сандуком, механизма за окидање, затварача и дрвеног кундака са поткундаком. Ручица затварача је равна. Предњи нишан нема заштиту мушице, а задњи је тангенцијални са поделом од 1 до 20, где свака ознака представља стотину метара. Пуни се са пет метака, појединачно или помоћу оквира за пуњење. Практична брзина дејства је око тридесет метака, а практична нишанска даљина са механичким нишаном је око петсто метара. Крајњи домет је око две хиљаде метара.
Означена је државним грбом и натписом „МОДЕЛ 1924” на глави сандука, као и натписима „КРАЉЕВИНА СХС” и „АРТ ТЕХ. ЗАВОД КРАГУЈЕВАЦ” са леве стране. Након 1929 сигнатура је промењена у „КРАЉЕВИНА ЈУГОСЛАВИЈА”, а након 1931. у „ВОЈНОТЕХ. ЗАВОД КРАГУЈЕВАЦ”. Белгијски контингент је носио ознаку „FAB.NAT. D'ARMES de GUERRE / HERSTAL - BELGIQUE”
Разлике између белгијске и југословенске верзије су незнатне.

## Варијанте
- Коњички карабин, који се од основног модела разликовао само по обореној ручици затварача, нешто другачијем окову на кундаку и посебном каишу којим се везивао за опасач приликом јахања.
- Соколски карабин, који је нешто скраћена верзија основног модела, намењена обуци у гађању припадника Соколског савеза.
- Карабин јуришних одреда, намењен јуришним јединицама, формираним пред сам почетак Другог светског рата. Ово је скраћена верзија са повијеном ручицом затварача и двоструким оковом на поткундаку. На глави сандука носи ознаку „МОДЕЛ 1924ЧК”. Опремљен је јуришним ножем посебне конструкције који служи и као бајонет.
- Малокалибарска верзија која је на основу патента бр. 12.939 од 1. маја 1935. за „Малокалибарски стрељачки уређај Лазара Јовановића" уведена у производњу 1939.[4] У суштини, ради се о уметнутој цеви са адаптером за затварач стандардне војничке пушке М1924. Овај уређај је намењен за обуку и наставу гађања.

## М1924Б
Иако носи сличну ознаку, не ради се о истом оружју. Ово су биле ремонтоване пушке различитих произвођача, више модела и калибара, прерађених у калибар 7,92 mm и доведених на стандард М1924. Овако прерађене пушке су по балистичким карактеристикама одговарале М1924. и биле су означене грбом краљевине Југославије и натписом МОДЕЛ 1924Б на врху сандука.
Најбројнија међу овим пушкама била је „Штајерова” репетирка маузеровог система у калибру 7 mm доведена на стандард М1924 у крагујевачком ВТЗ. Ова пушка, модел 1912, позната и као „мексикански Маузер”, била је произвођена за извоз у Мексико, да би по избијању Првог светског рата све затечене количине биле предате Аустроугарској војсци и преименоване у М12/14. Пушка је била означена мексичким државним грбом, носила је натпис „Waffenfabrik Steyer Austria” и била је изврсног квалитета. У Аустроугарској војсци су је носиле помоћне јединице, па је већина била мало или нимало кориштена и у савршеном стању. Прерада се састојала од замене цеви краћом, за пушку М1924, дужине 504 mm у калибру 7,92 mm, замене затварача, монтаже нишана М24 уместо постојећег због измењених балистичких особина, скраћивања поткундака у складу са дужином цеви и опремања новим ножем.
Године 1939. је у ужичкој „Фабрици оружја и муниције Јаков Пошингер” започета и адаптација Маузера М1898 у стандард М1924. Преправка је била слична као код Штајера. Уграђиване су нове цеви дужине 504 mm допремане из крагујевачког ВТЗ, заједно са нишанима М24, али због коришћења исте муниције није било потребе за замену затварача. У тренутку уласка Немаца у Ужице 1941, у фабрици је затечено двадесетак хиљада ових пушака у расклопљеном стању спремних за прераду. Немци су однели нове цеви и готове пушке, али су оставили скраћене кундаке, старе цеви и друге одбачене делове који су у фабричком кругу чекали на претапање. Од ових делова је током два месеца постојања Ужичке републике склопљено око осамнаест хиљада пушака „партизанки”. Око четрдесетак комада је склопљено са новим крагујевачким цевима, а на остале су враћене оригиналне које су сада штрчале из усадника за 236 mm више у односу на оригиналну М24.

## Бојно деловање
Пушку М1924. су током Другог светског рата на просторима Југославије користиле све зараћене стране у великом броју.
Након априлског слома 1941, Немци су дошли у посед огромних количина ових пушака. Само у Крагујевцу је заплењено око двеста педесет хиљада комада. Због одговарајућих техничко - тактичких карактеристика, Вермахт их је увео у наоружање под ознаком Gew.291/1(j) и користио на свим европским бојиштима. Велики број је уступљен Независној држави Хрватској и њима су опремљени усташе и домобрани.
Без обзира на огромне материјалне губитке, пушака М1924. је било толико да су током рата чиниле најмасовније наоружање партизанских и јединица ЈВуО. У суровим условима герилског ратовања, показала се као квалитетно, прецизно и поуздано оружје.

## М24/47
Након завршетка Другог светског рата, јединице НОВЈ су располагале знатним количинама пушака М1924. Како се радило о квалитетном оружју, одлучено је да се задрже у наоружању до даљег, па је један број послат у Крагујевац на репарацију. Поред неопходног ремонта и брунирања, са пушака су одстрањени грб и ознаке Краљевине Југославије, а уместо њих је на чело сандука утиснут грб ФНРЈ, а са леве стране ознака „М24/47” и натпис „ПРЕДУЗЕЋЕ 44”.